# Tojra
Tojra ist eine Ortschaft im Departamento La Paz im südamerikanischen Andenstaat Bolivien.

## Lage im Nahraum
Tojra ist der zweitgrößte Ort des  Kanton Suri im Municipio Cajuata in der Provinz Inquisivi. Die Ortschaft liegt in einer Höhe von 1791 m an einem Berghang südwestlich der Ortschaft Cajuata, im Zuflusssystem des Río de la Paz, der von der Hauptstadt La Paz her kommend am Illimani vorbei in nordöstlicher Richtung zum Río Beni hin fließt. 

## Geographie
Tojra liegt an den Ostabhängen der Anden-Gebirgskette der Cordillera Central am Übergang zum bolivianischen Tiefland.
Die mittlere Durchschnittstemperatur der Region liegt bei etwa 19 °C (siehe Klimadiagramm Cajuata), die Monatswerte schwanken nur wenig zwischen gut 16 °C im Juni und Juli und gut 20 °C im Dezember und Januar. Der Jahresniederschlag beträgt etwa 900 mm, bei einer ausgeprägten Trockenzeit von Mai bis August und einer Feuchtezeit von Dezember bis März.

## Verkehrsnetz
Tojra liegt in einer Entfernung von 246 Straßenkilometern östlich von La Paz, der Hauptstadt des gleichnamigen Departamentos.
Von La Paz führt die asphaltierte Nationalstraße Ruta 3 in nordöstlicher Richtung 60 Kilometer bis Unduavi, von dort zweigt die unbefestigte Ruta 25 in südöstlicher Richtung ab und erreicht über Chulumani und Miguillas nach 159 Kilometern Circuata. Fünf Kilometer hinter Circuata verlässt bei der kleinen Ortschaft Agua Rica eine unbefestigte Landstraße die Ruta 25 in südlicher Richtung und erreicht nach 21 Kilometern Cajuata. Von dort aus sind es noch einmal sechs Kilometer in südwestlicher Richtung bis Tojra.

## Bevölkerung
Die Einwohnerzahl der Ortschaft ist im vergangenen Jahrzehnt auf fast das Doppelte angestiegen:
| Jahr | Einwohner         | Quelle       |
| ---- | ----------------- | ------------ |
| 1992 | keine Detaildaten | Volkszählung |
| 2001 | 131               | Volkszählung |
| 2012 | 229               | Volkszählung |
| 2024 |                   | Volkszählung |